# Arrigoni (famiglia)
Arrigoni era una nobile famiglia mantovana, derivata da una ramo di Milano ed estinta nel 1820. Fondatore del ramo fu Pietro Arrigoni, che da Milano andò al servizio del marchese Francesco II Gonzaga.
Portarono il titolo di marchesi di Villadeati.

## Esponenti illustri

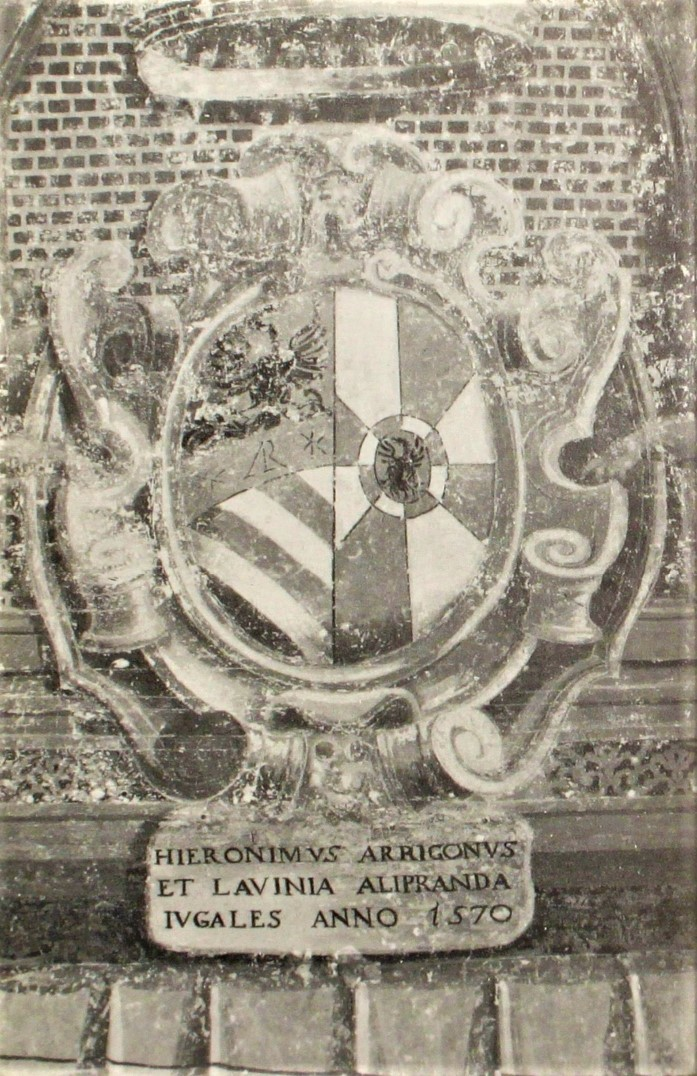
Stemma matrimoniale di Gerolamo Arrigoni e di Lavinia Aliprandi del 1570

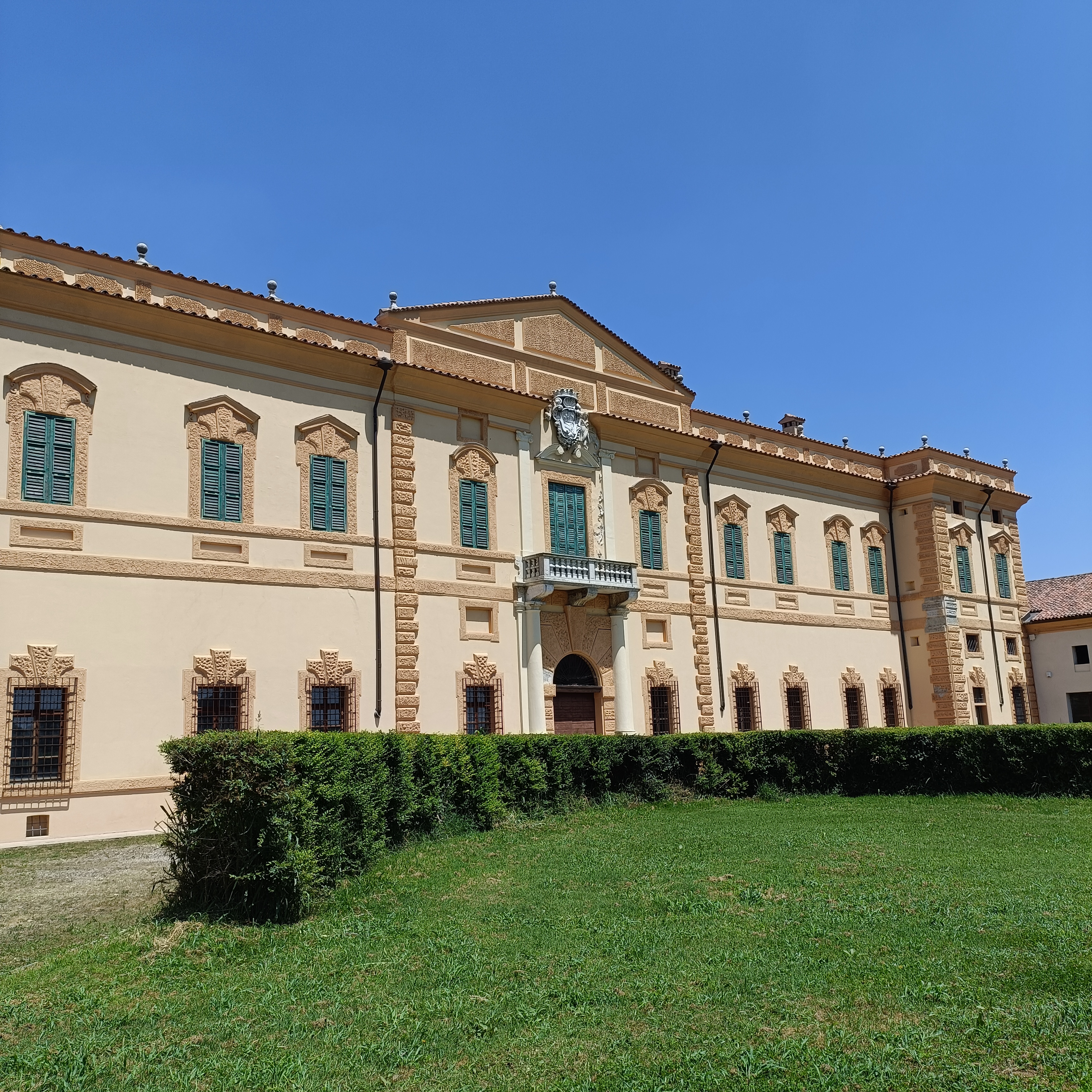
Villa Arrigona

- Scipione Arrigoni, maestro di camera e capitano delle guardie degli arcieri del duca Vincenzo I Gonzaga, e primo marchese di Villadeati[6][7]
- Giovan Giacomo Arrigoni, ambasciatore del duca di Mantova a Milano
- Ferrante Arrigoni (XVI secolo), senatore di Monferrato
- Gianbattista Arrigoni (XVI secolo), giureconsulto e letterato, fondatore a Padova dell'Accademia degli Avveduti[8]
- Vincenzo Arrigoni (?-1626), vescovo di Sebenico
- Alessandro Arrigoni (XVII secolo), gran cancelliere dell'Ordine del Redentore e consigliere del duca di Mantova Ferdinando Carlo Gonzaga
- Alessandro Arrigoni (1674-1718), vescovo di Mantova
- Gianfrancesco Arrigoni (XVIII secolo), generale, fratello del precedente[9]
- Ascanio Arrigoni (XVIII secolo), colonnello al servizio di Carlo VI d'Asburgo,[10] fratello del precedente
- Gianfrancesco Arrigoni (XVIII secolo), religioso, governatore di Macerata dal 1785 al 1793[11]
- Teresa Arrigoni, ultima esponente del ramo mantovano della famiglia, sposata con Annibale Cavriani, primo presidente della Provincia di Mantova, i discendenti della quale, nati dalle nozze, assunsero il cognome Cavriani-Arrigoni. Ottenne il riconoscimento del titolo marchionale con Decreto Ministeriale italiano del 1873.

## Residenze
Nel 1619 Pompeo Arrigoni commissionò al celebre architetto Antonio Maria Viani la Villa Arrigona presso San Giacomo delle Segnate (Mantova)